# Hrabstwo San Diego
Hrabstwo San Diego (ang. San Diego County) – hrabstwo w stanie Kalifornia w Stanach Zjednoczonych. Obszar całkowity hrabstwa obejmuje powierzchnię 4525,52 mil² (11 721,04 km²). Według szacunków United States Census Bureau w roku 2009 miało 3 053 793 mieszkańców.
Hrabstwo powstało w 1850 roku. Na jego terenie znajdują się:
- miejscowości – Carlsbad, Chula Vista, Coronado, Del Mar, El Cajon, Encinitas, Escondido, Imperial Beach, La Mesa, Lemon Grove, National City, Oceanside, Poway, San Diego (siedziba administracyjna), San Marcos, Santee, Solana Beach, Vista,
- CDP – Alpine, Bonsall, Borrego Springs, Bostonia, Bonita, Boulevard, Camp Pendleton North, Camp Pendleton South, Campo, Casa de Oro-Mount Helix, Crest, Descanso, Eucalyptus Hills, Fairbanks Ranch, Fallbrook, Granite Hills, Harbison Canyon, Hidden Meadows, Jamul, Julian, La Presa, Lake San Marcos, Lakeside, Mount Laguna, Pine Valley, Potrero, Rainbow, Ramona, Rancho San Diego, Rancho Santa Fe, San Diego Country Estates, Spring Valley, Valley Center, Winter Gardens.